# Jean-Christophe Lafaille
Jean-Christophe Lafaille (Gap, 31 de marzo de 1965 – desaparecido en el Makalu, Nepal, el 26 de enero de 2006) fue un alpinista francés.
Intentó convertirse en el primer francés en escalar los catorce ochomiles, pero murió el 26 de enero de 2006 mientras intentaba la primera ascensión invernal en solitario al Makalu, su duodécimo ochomil. Había escalado once ochomiles sin oxígeno, la mayoría de ellos en solitario.

## Biografía

### Primeros años
Nacido en Gap (Altos Alpes), Lafaille se formó en la escalada deportiva en roca, que de adolescente desarrolló con frecuencia en Céüse. En 1989 se convirtió en el primer francés en escalar en solitario una vía de grado 7c+, y uno de los primeros en escalar vías de 8c.
A principios de la década de 1990, Lafaille obtuvo el título de guía de montaña y comenzó a practicar alpinismo en los Alpes. Realizó varias ascensiones complejas en el macizo del Mont Blanc, entre ellas la primera escalada en solitario de la Divine Providence en el Grand Pilier d'Angle, una de las rutas más difíciles del macizo.

### Accidente en el Annapurna

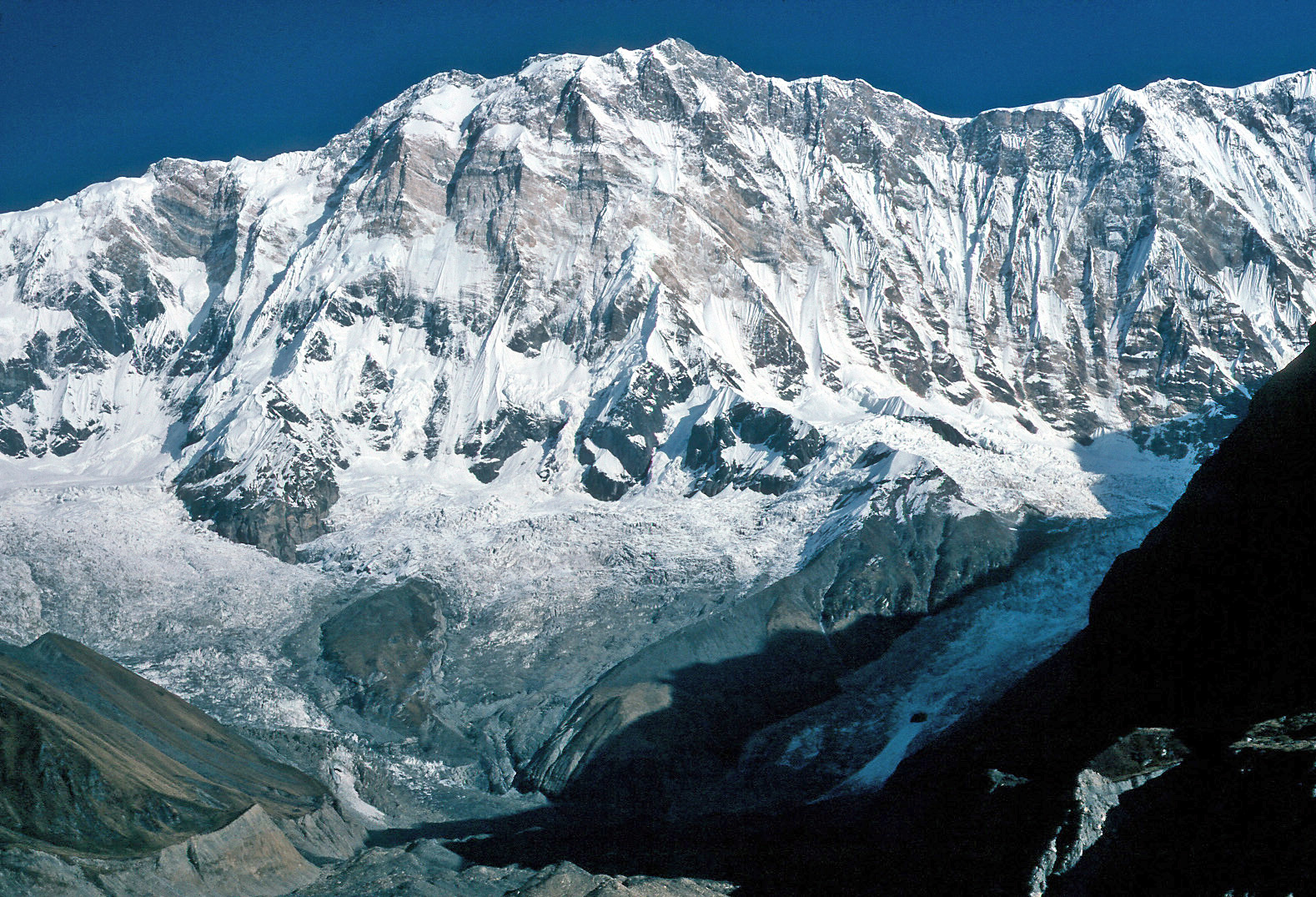
La cara sur del Annapurna

En 1992 tuvo su primera experiencia en el Himalaya tras ser invitado por Pierre Béghin, uno de los mejores alpinistas franceses del momento, a una expedición a la cara sur del Annapurna. En octubre de aquel año, tras la estación de los monzones, ambos escalaron la gran cara sur de la montaña al más estricto estilo alpino, sin apoyo de sherpas, campamentos preparados ni cuerdas fijas. Habían alcanzado una altura de 7.400 metros cuando el mal tiempo les obligó a dar la vuelta. La pareja realizó una serie de rápeles por la pared, pero debido al poco equipo que llevaban a menudo se veían obligados a hacer muchos de ellos con una sola pieza de anclaje. En el cuarto o quinto rápel, Béghin cayó al vacío al desprenderse de la roca el friend que utilizaba como anclaje y falleció, llevándose con él la mayor parte del equipo técnico de la pareja, incluidas todas las cuerdas de que disponían. Lafaille quedó solo en la pared, a unos 1.500 metros verticales de su base.
Con gran dificultad, Lafaille consiguió destrepar un muro con una inclinación de 75 grados hasta el último vivac de la pareja, donde encontró 20 metros de cuerda fina que le permitió rapelar cortos tramos en algunas de las secciones más duras. Al no disponer de equipo técnico para rapelar, se vio obligado a confiar su peso a las estacas de la tienda o, en una ocasión, a una botella de plástico. Finalmente pudo llegar al final de una cuerda fija que él y Béghin habían instalado en un escarpado resalte rocoso, pero prácticamente de inmediato recibió el impacto de la caída de una roca, que le partió el brazo derecho. Permaneció durante dos días herido en un saliente, con la esperanza de que le rescataran otros escaladores. A pesar de que había un equipo esloveno realizando una ruta en otra parte de la cara sur, éstos consideraron que era demasiado peligroso intentar rescatarlo, así que la ayuda nunca llegó. A pesar de ello, más adelante admitió que los eslovenos habían tomado la decisión correcta de no tratar de salvarle.
Cuando ya no le quedaban esperanzas de ser rescatado, Lafaille decidió bajar él solo. Al principio intentó seguir descendiendo haciendo rápel, pero como era incapaz de controlar la cuerda con una sola mano y con los dientes, tuvo que continuar destrepando con una sola mano, y cuando llegó al campamento base del equipo esloveno se encontraba totalmente exhausto. Para entonces, los escaladores de la base ya habían perdido la esperanza de encontrarlo con vida, y a su primera esposa, Véronique, ya le habían comunicado que había muerto. Según declaró posteriormente Reinhold Messner, el instinto de supervivencia que demostró era el que caracteriza a los mejores alpinistas.

### Carrera posterior

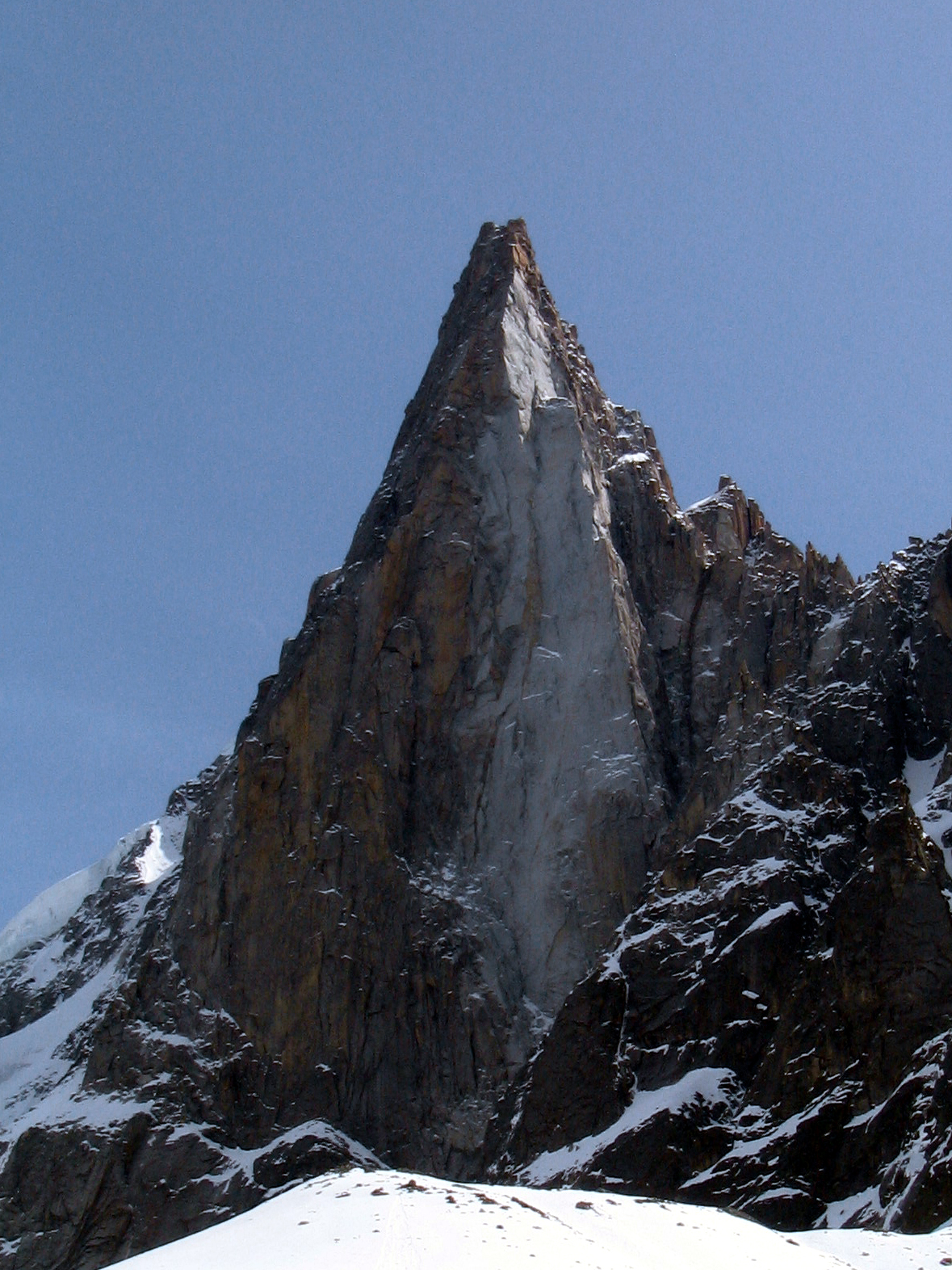
Les Drus, donde Lafaille realizó su escalada alpina más complicada

Tras el Annapurna, Lafaille se planteó no volver a escalar jamás, pero durante su larga recuperación física y psicológica empezó a trepar en las estribaciones de los Alpes, y con el tiempo acabó volviendo a la escalada extrema. En los Alpes realizó un encadenamiento de nueve caras norte en quince días, esquiando de montaña en montaña, e hizo la primera ascensión de la Ruta Lafaille en el Petit Dru, que en su momento se consideró la ruta más dura de los Alpes, pero sus ascensiones más importantes fueron en el Himalaya.
Un año después de su accidente en el Annapurna, escaló el Cho Oyu, y en 1994 abrió una nueva ruta, en solitario, por la cara norte del Shishapangma. Fue la primera de muchas ascensiones en solitario a picos de 8.000 metros, entre ellas las ascensiones consecutivas en 1996 al Gasherbrum I y al Gasherbrum II con sólo cuatro días de diferencia, y al Manaslu en 2001.
El Annapurna siguió siendo una obsesión para Lafaille, tanto que titularía su autobiografía Prisionero del Annapurna. Volvió a la montaña en tres ocasiones. La primera vez hizo una tentativa en solitario por la ruta Británica de la cara sur, que resultó fallida a causa de las malas condiciones de la nieve. En 1998 volvió a la misma ruta con un equipo más numeroso, pero la expedición tuvo que abandonar tras morir un miembro del equipo en una avalancha. Finalmente alcanzó la cumbre en 2002 con Alberto Iñurrategi por la larga y arriesgada arista este.
En 2003, Lafaille se había propuesto escalar los catorce ochomiles, pero a diferencia de muchos de los alpinistas que se marcan este objetivo, él no se conformaba con escalarlos por rutas ya establecidas, en grandes expediciones y con oxígeno embotellado, sino que prefería seguir probando nuevas rutas o ascensiones en solitario, o escalar en la estación invernal, más exigente. En 2003 escaló el Nanga Parbat, el Dhaulagiri (en solitario) y el Broad Peak en un periodo de dos meses. La última de estas ascensiones estuvo a punto de costarle la vida tras caer por una grieta y sufrir un edema pulmonar de altitud. Lo rescataron Ed Viesturs y Denis Urubko.
En diciembre de 2004 ascendió en solitario al Shishapangma. Su intención era realizar la primera ascensión invernal a la montaña, pero llegó a la cima el 11 de diciembre, fecha que se consideró demasiado temprana para poder calificarla como una verdadera ascensión invernal. En aquel momento ya había coronado once de los catorce picos, y sólo le faltaban el Everest, el Kanchenjunga y el Makalu para alcanzar su objetivo.

### Muerte en el Makalu

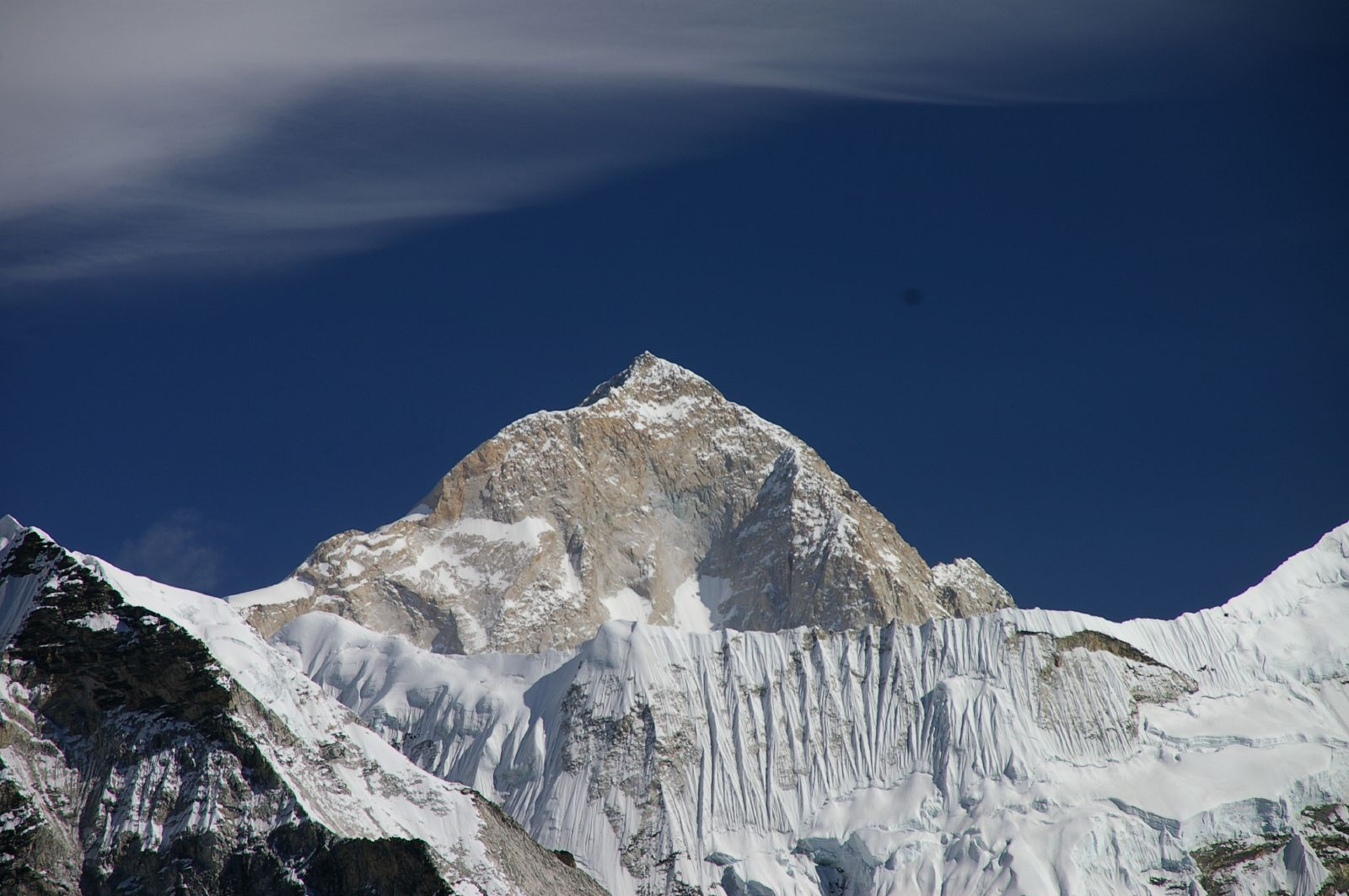
El Makalu, lugar de la última ascensión de Lafaille

La última ascensión de Lafaille fue una de las más arriesgadas. En diciembre de 2005 emprendió un intento de ascensión en solitario al Makalu (8462 m), el único pico de 8000 m de Nepal al que no se había ascendido en invierno. Era un reto que unos años antes se habría considerado suicida, pero para Lafaille el peligro era una parte importante de la experiencia. Según comentó:

«Me parece fascinante que en nuestro planeta siga habiendo zonas donde ninguna tecnología moderna te puede salvar, donde te ves reducido a tu yo más básico y esencial. Este espacio natural crea situaciones exigentes que pueden llevar al sufrimiento y a la muerte, pero que también generan una riqueza interior brutal. En el fondo, no hay manera de conciliar estas contradicciones. Lo único que puedo hacer es tratar de vivir dentro de sus márgenes, en la estrecha línea que separa la alegría del horror. Todo en este mundo es un juego de equilibrios».

A lo largo de diciembre y enero, y durante cuatro semanas, arrastró cargas montaña arriba completamente solo sobre el campamento base avanzado, situado a 5300 m, pero se vio obligado a retirarse del collado de Makalu La debido a los fuertes vientos, que destrozaron su tienda y le hicieron volar por los aires en dos ocasiones. Sin embargo, tras permanecer dos semanas en el campamento base, las condiciones meteorológicas mejoraron y el 24 de enero emprendió la ascensión. Su único medio de comunicación era un teléfono satelital que utilizaba para hablar con su esposa varias veces al día.
El día 27 por la mañana se encontraba acampado en un pequeño saliente a unos 1.000 metros de la cumbre, y le comunicó a su mujer que trataría de llegar a la cima aquel mismo día, pero nunca más se supo de él. Solo en la montaña, en pleno invierno, y sin ningún alpinista suficientemente aclimatado para llegar a su campamento de altura, no había ninguna posibilidad de rescate. El equipo del campamento base perdió la esperanza de que volviera con vida tras una semana desaparecido, y un helicóptero que posteriormente sobrevoló la montaña no encontró ni rastro de él. Su cuerpo no ha sido encontrado y se desconoce su paradero exacto. Dejó mujer, Katia, y tres hijos (dos de un matrimonio anterior y uno de Katia).

## Ascensiones en el Himalaya
Todos los ochomiles listados a continuación fueron escalados sin oxígeno.
| #  | Ochomil       | Año  | Descripción                                                                                  |
| -- | ------------- | ---- | -------------------------------------------------------------------------------------------- |
| 1  | Cho Oyu       | 1993 | Ruta polaca                                                                                  |
| 2  | Shisha Pangma | 1994 | En solitario, nueva ruta en la cara norte                                                    |
| 3  | Gasherbrum II | 1996 | En solitario, nueva ruta en la cara noreste                                                  |
| 4  | Gasherbrum I  | 1996 | En solitario, concatenada con el Gasherbrum II                                               |
| 5  | Lhotse        | 1997 | Cara oeste                                                                                   |
| 6  | Manaslu       | 2000 | Primera en solitario en la pared norte                                                       |
| 7  | K2            | 2001 | Primera ascensión francesa de la ruta Cesen con Hans Kammerlander                            |
| 8  | Annapurna I   | 2002 | Primera ascensión mundial de la cresta este                                                  |
| 9  | Dhaulagiri I  | 2003 | En solitario                                                                                 |
| 10 | Nanga Parbat  | 2003 | Nueva ruta Tom y Martina con Simone Moro                                                     |
| 11 | Broad Peak    | 2003 | Estuvo a punto de morir: sufrió un edema pulmonar y cayó por una grieta durante el descenso. |